# Karl Otfried Müller

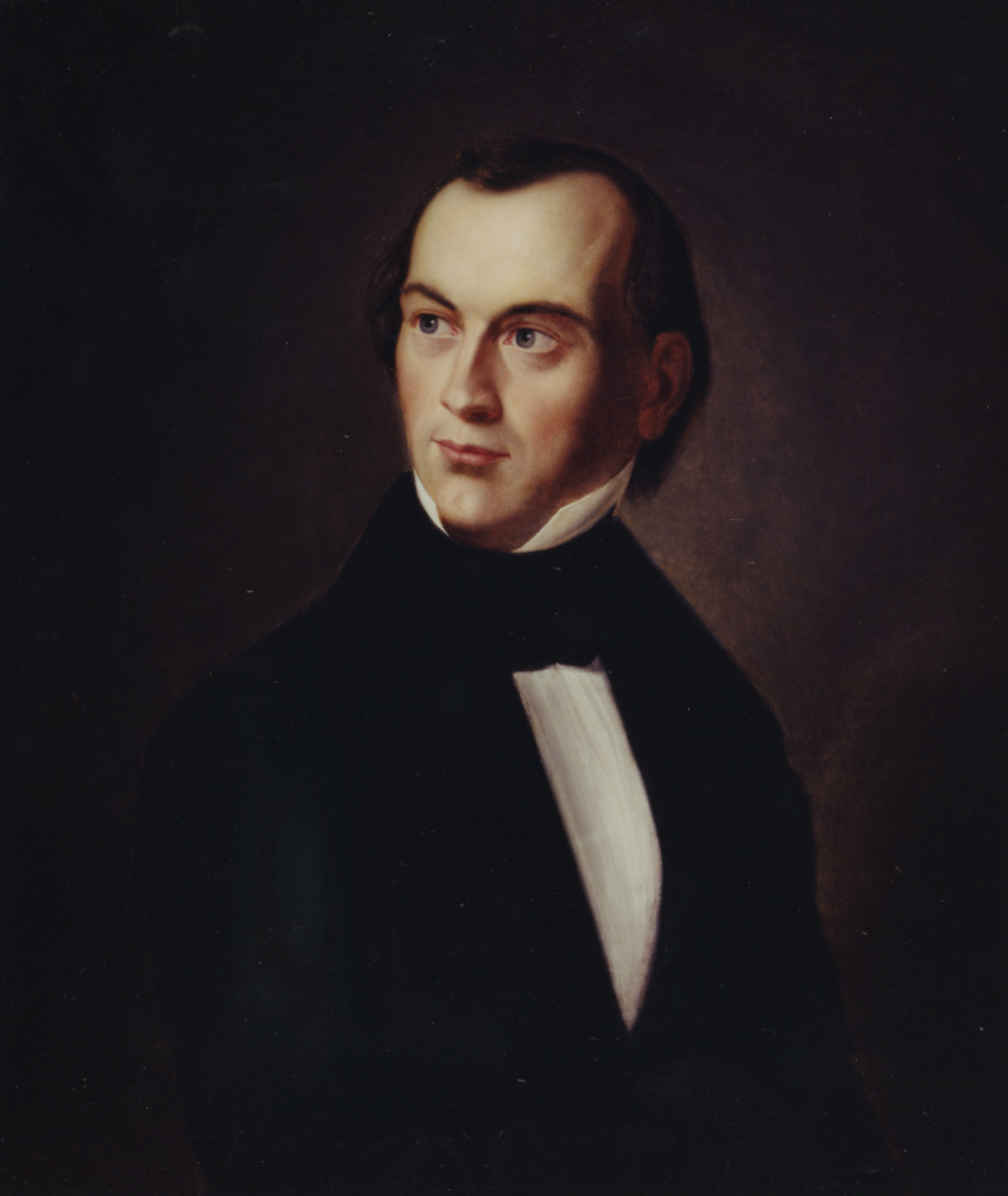
Karl Otfried Müller (1838). Gemälde von Wilhelm Ternite

Karl Otfried Müller (* 28. August 1797 in Brieg/Schlesien; † 1. August 1840 in Athen) war ein deutscher Altphilologe und einer der Begründer der Klassischen Archäologie und Alten Geschichte.

## Leben und Wirken
Karl Müller war das älteste von vier Kindern des lutherischen Pastors Karl Daniel Müller (1773–1858) und dessen Ehefrau Juliane Müller, geb. Linke (1774–1858). Sein Bruder Julius Müller (1801–1878) wurde ein bekannter Theologe, der Bruder Eduard Müller (1804–1875) Gymnasialdirektor in Ratibor und Liegnitz. 1806 wechselte der Vater auf eine Stelle nach Ohlau. Müller wurde nachdrücklich von seinem Elternhaus geprägt, seine schlichte, ungezwungene und ausgeglichene Art rührte von seiner Erziehung her. Schon in der Schulzeit zeigte Müller sein großes Talent und 1814 begann er an der neu gegründeten Universität Breslau mit dem Studium verschiedener Geistes- und Naturwissenschaften. Er hörte unter anderem bei Henrich Steffens und Klassische Philologie bei Ludwig Friedrich Heindorf. Dieser machte ihn auch mit Barthold Georg Niebuhrs „Römischer Geschichte“ bekannt. Das Werk beeindruckte Müller so stark, dass er sich nun völlig der Klassischen Philologie zuwandte.
Schnell begann er sich verschiedenen Themen zu widmen. Dabei lehnte er sich an die bedeutenden Altphilologen der Zeit, Friedrich August Wolf und August Boeckh, an, die wie er eine umfassende historische Betrachtung propagierten. 1816 wechselte er an die Berliner Universität, wo er bei Friedrich Schleiermacher, Karl Wilhelm Ferdinand Solger, Friedrich August Wolf, Philipp Buttmann und natürlich August Boeckh hörte. War er von der Art Wolfs eher abgeschreckt, wurden vor allem Buttmann und Boeckh zu seinen wichtigsten Lehrern. Buttmann war es auch, der Müller dazu brachte, den Zweitnamen „Otfried“ anzunehmen, damit er von anderen Namensträgern besser zu unterscheiden war. So wurde auch Müller ein bedeutender Vertreter der Sachphilologie und Gegner der von Gottfried Hermann vertretenden wortphilologischen Schule. Nach seiner Promotion, die das Studium abschloss, wurde Müller 1818 Lehrer am Maria-Magdalenen-Gymnasium (Magdalenäum) in Breslau. Mit der wissenschaftlichen Arbeit Attika lieferte er die erste weitestgehend vollständige Topografie Athens.
Während seiner Zeit als Gymnasiallehrer versuchte sich Müller an der Breslauer Universität zu habilitieren. Gleichzeitig bemühte sich Boeckh in Berlin um eine Anstellung Müllers bei dem von ihm initiierten Corpus Inscriptionum Graecarum. Doch bevor eines der Projekte konkrete Konturen annahm, wurde Müller im Juli 1819 auf eine außerordentliche Professur an der Universität Göttingen berufen. Da er hier neben Klassischer Philologie auch Kunstarchäologie lehren musste, wurde ihm ein zweimonatiger Aufenthalt zum Studieren der Dresdner Antikensammlungen bewilligt. Von diesem Zeitpunkt an legte er viel Wert auf das Studium der antiken Kunstwerke und besuchte in seiner freien Zeit auch viele archäologische Sammlungen Europas. 1823 wurde Müller ordentlicher Professor und Mitglied in der Göttinger Sozietät der Wissenschaften.
Karl Otfried Müller engagierte sich in Lehre, Forschung und Universitätsverwaltung. Die hannoversche Landesregierung war sich offenbar der Bedeutung Müllers bewusst und verbesserte mehrfach seine Bezüge, bewilligte ihm mehrere Forschungsreisen und ernannte ihn 1832 zum Hofrat. Das Gestaltungskonzept der 1837 zur Säkularfeier fertiggestellten Aula der Göttinger Universität geht maßgeblich auf ihn zurück. Seit 1835 war er auch noch Professor für Eloquenz. In dieser Funktion hielt er 1837 die Festrede zum Jubiläum der Göttinger Universität.

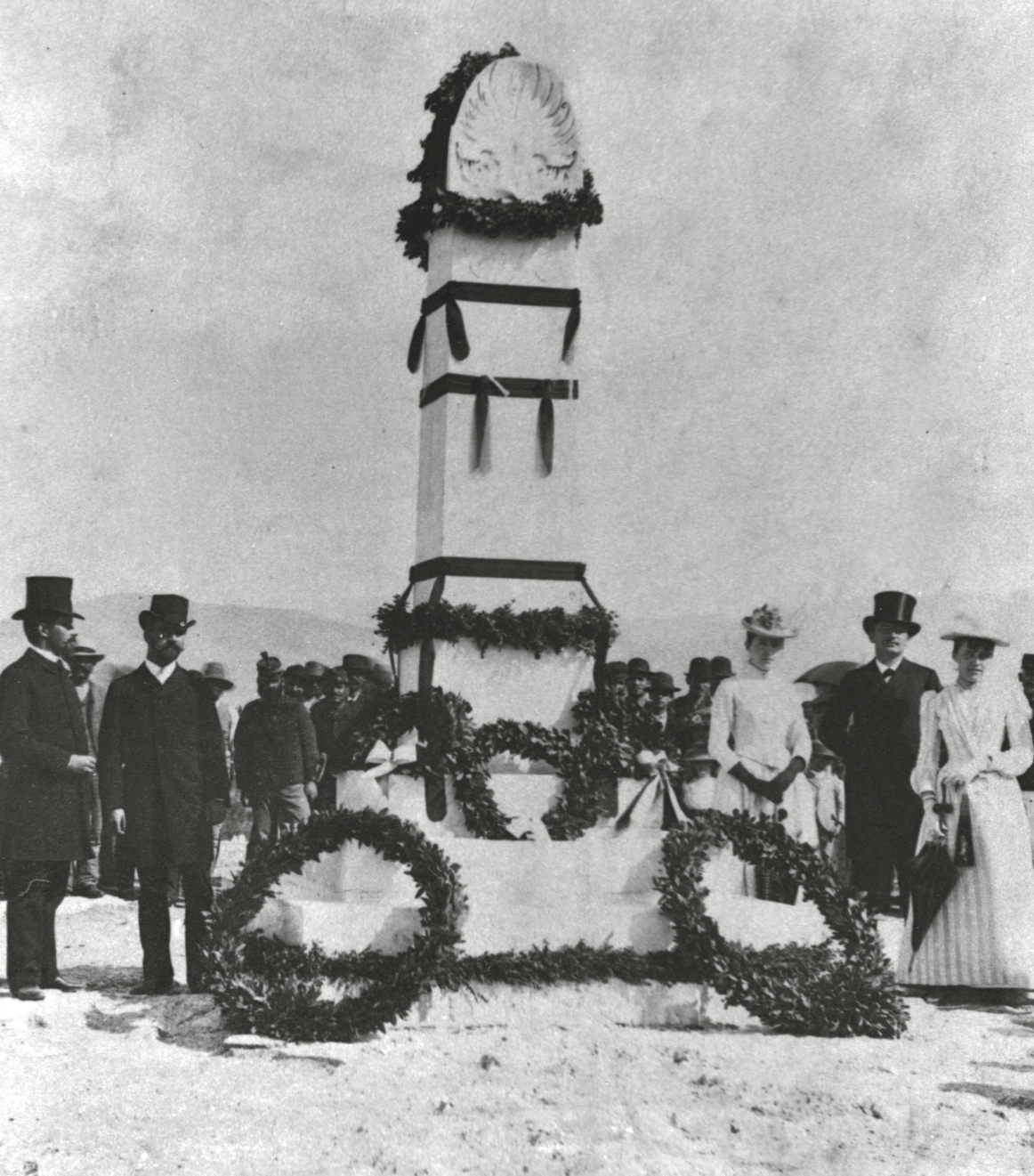
Gedenkfeier zu Müllers 50. Todestag 1890 in Athen

Von bleibendem Eindruck blieb Müller kurz darauf die Entlassung der Göttinger Sieben. Auch Müller gehörte zu den liberal eingestellten Kräften und war einer von sechs weiteren Professoren, die sich mit den Sieben solidarisierten, jedoch nicht entlassen wurden. Eine Gelegenheit, der nun folgenden gespannten Situation zu entfliehen, kam 1839, als ihm von der Landesregierung eine Reise nach Griechenland genehmigt wurde. Hier wollte er die Grundlagen für sein Lebenswerk, eine „Griechische Geschichte“, legen. Doch wurde ihm sein Forscherdrang zum Verhängnis. Beim Kopieren von Inschriften in der glühenden Sonne Delphis zog er sich eine Hirnentzündung zu. Bei der Rückreise von Delphi brach er zusammen. Nachdem er von seinen Begleitern Ernst Curtius, Adolf Schöll und Georg Friedrich Neise (1818–1898) nach Athen gebracht wurde, verstarb er dort. Sein Grab fand er auf dem Kolonoshügel nordwestlich des heutigen Athener Stadtzentrums, wo noch heute eine Grabstele an ihn erinnert. An der Trauerfeier nahmen König Otto, seine Minister, das Diplomatische Corps und die Universität teil.

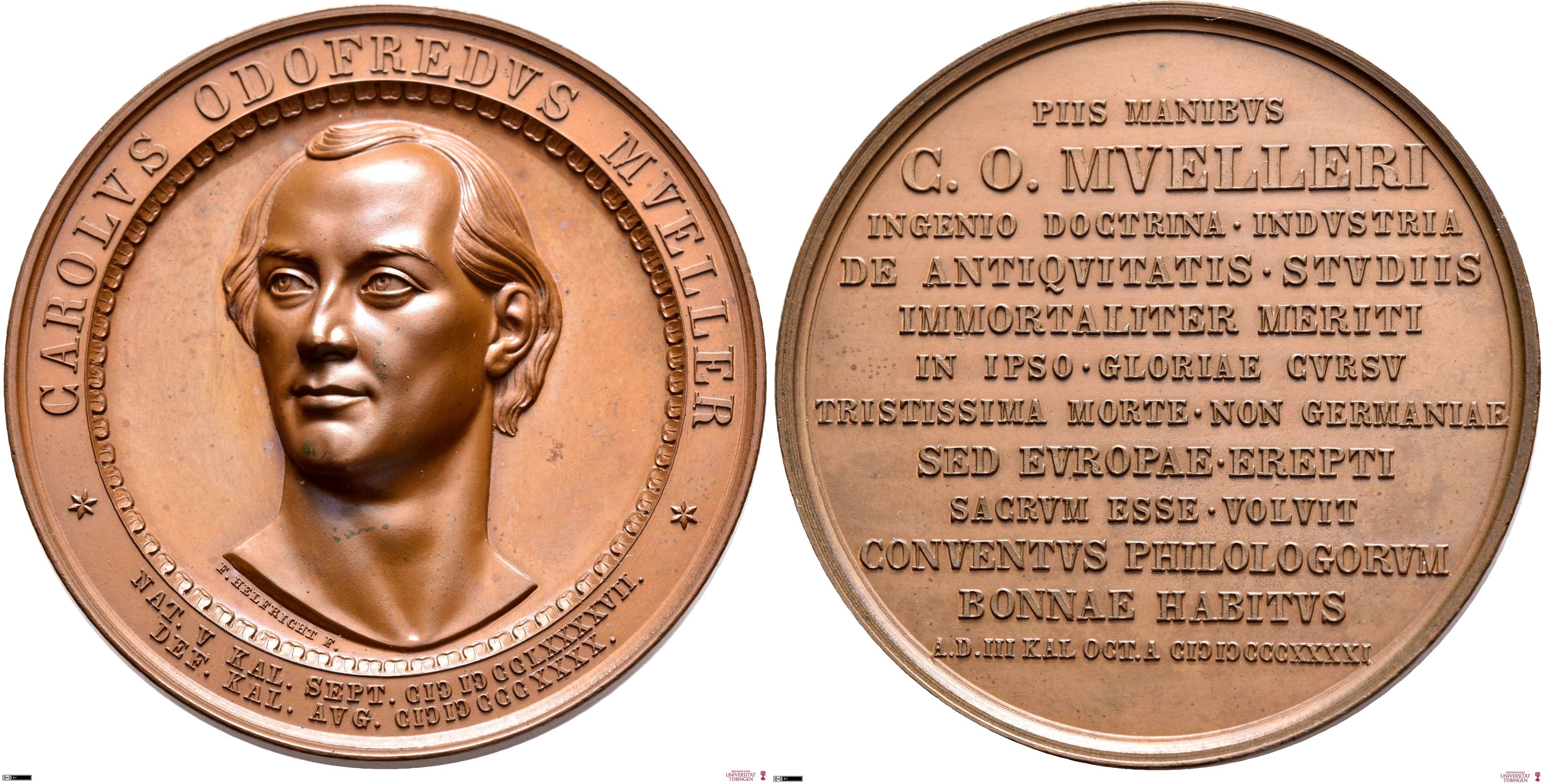
1841 zu Ehren von Karl Otfried Müller geprägte Medaille von Ferdinand Helfricht

Karl Otfried Müllers Tod gilt bis heute als einer der tragischen Momente der deutschen Altphilologie. Gerade erst 42 Jahre alt, hinterließ Müller, der als potentieller Nachfolger des großen August Boeckh galt, eine große Lücke. Seine Forschungen zur griechischen Geschichte waren grundlegend, manche Forschungsbereiche wurden vor seinen Studien nie beachtet. Wie sehr die wissenschaftliche Landschaft von seinem tragischen Tod erschüttert war, zeigt auch die Medaille, die Müller von der Versammlung deutscher Philologen und Schulmänner 1841 gewidmet wurde. Gerade die Rückseitenlegende unterstreicht die besondere Stellung des Wissenschaftlers.

## Privates
Müller war seit 1824 verheiratet mit Pauline Hugo (1804–1847), der Tochter des Göttinger Rechtswissenschaftlers Gustav von Hugo. Sie hatten vier Kinder. Die Tochter Julie war mit dem Juristen Burkard Wilhelm Leist verheiratet, der am 5. Mai 1830 geborene älteste Sohn war der spätere Landesdirektor Carl Hugo Müller.

## Schriften
- Geschichten Hellenischer Stämme und Städte. 3 Bände. Max, Breslau 1820–1824;
  - Band 1: Orchomenos und die Minyer.
  - Band 2: Die Dorier. Abtheilung 1. Digitalisat und Volltext im Deutschen Textarchiv; Digitalisat.
  - Band 3: Die Dorier. Abtheilung 2. Digitalisat und Volltext im Deutschen Textarchiv; Digitalisat.
- Die Etrusker. 2 Bände. Max, Breslau 1828, Digitalisat.
- Handbuch der Archäologie der Kunst. Max, Breslau 1830. Digitalisat und Volltext im Deutschen Textarchiv. (Berichtigung von 1834)
- Geschichte der griechischen Literatur bis auf das Zeitalter Alexanders. 2 Bände. Max, Breslau 1841 (unvollendet; postum durch seinen Bruder Eduard Müller veröffentlicht).

## Briefe
Carl Otfried Müller: Briefe aus einem Gelehrtenleben 1797–1840. Herausgegeben und erläutert von Prof. Dr. Siegfried Reiter. 2 Bände. Akademie, Berlin 1950.